# تپه اطراف شهر سوخته ۲۶۱
تپه اطراف شهر سوخته ۲۶۱ مربوط به هزاره سوم قم است و در شهرستان زابل، بخش شیب آب، دهستان لوتک، ۱۴/۵ کیلومتری جنوب غرب پایگاه باستان‌شناسی شهر سوخته واقع شده و این اثر در تاریخ ۲۰ اسفند ۱۳۸۵ با شمارهٔ ثبت ۱۸۰۶۹ به‌عنوان یکی از آثار ملی ایران به ثبت رسیده است.